# Sautörl

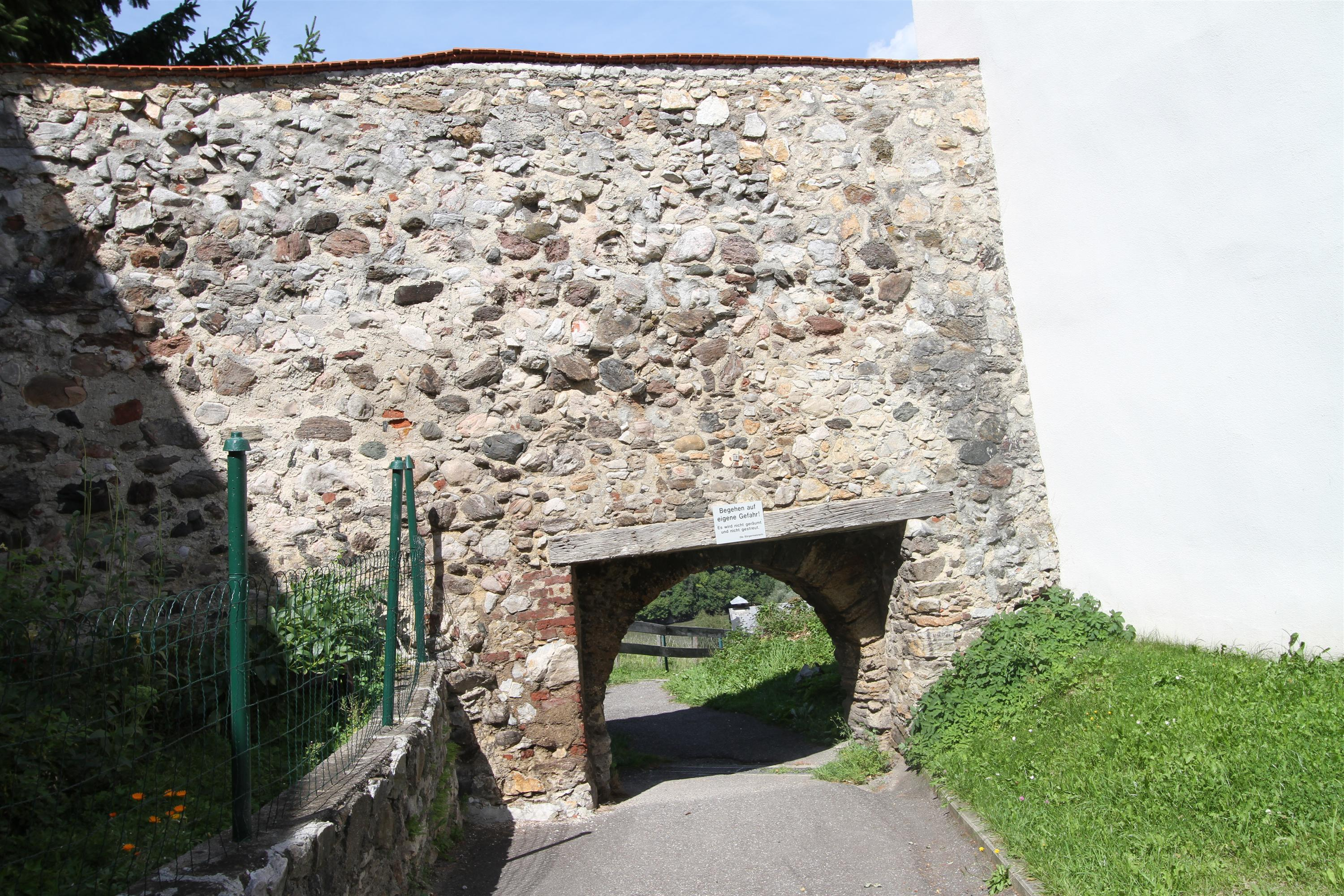
Sautörl (2012)

Das Sautörl ist das letzte noch erhaltene Stadttor der österreichischen Stadt Judenburg im Bezirk Murtal. Das Sautörl steht unter Denkmalschutz (Listeneintrag).

## Lage
Das Sautörl liegt am nördlichen Ende der ehemaligen Stadtmauer Judenburgs an der Capistrangasse. Außerhalb des Sautörls liegt der Klostersteig – ein Fußweg, über den der Abhang bestiegen werden kann, auf dem die Stadt erbaut wurde.
Der Klostersteig führt über eine Wiese mit einigen Apfelbäumen in den Ortsteil Paradeis. Vom Klostersteig aus kann man das Gussstahlwerk (heute Stahl Judenburg) sehen.

## Geschichte
Anscheinend wurde das Sautörl im 13. Jahrhundert errichtet; urkundlich wurde es 1537 als „fleischacker torr“ und 1662 als „sauthor“ bezeichnet. Im 14. Jahrhundert waren Fleischbänke im Raum um das Sautörl angebracht.
Ursprünglich waren in der Judenburger Stadtmauer sechs Stadttore angebracht: im Westen das obere Landtor (oder Mönchstor) und das Schmiedtor (oder Burgtor), im Norden das Sautörl und das Judentürl (oder Heiligengeisttürl), im Osten das untere Landtor sowie im Süden das Fischertor (oder Windischtor). Lediglich das Sautörl ist erhalten.
Die Capistrangasse, an deren Ende das Sautörl liegt, war früher eine Fleischhauerstraße und wurde ab dem 14. Jahrhundert als „Saugasse“ bezeichnet – das Sautörl wurde auch für Viehtrieb benutzt. 1362 erwarb Herzog Rudolf IV. das Gebäude neben dem Sautörl, das Möschbauernhaus, von einem Juden namens Haesel und gab dieses als Lehen an seinen Finanzverwalter weiter. Durch den ersten Inhaber Rueprecht dem Steyrer wurde dieses Möschbauernhaus im 14. Jahrhundert als „Steyrerhof“ in Urkunden genannt. Um 1500 wurde es entscheidend umgebaut. Im 16. Jahrhundert befand es sich im Besitz des Adelsgeschlechts der Teuffenbacher, Erzherzog Karl II. weilte dort bei einigen Aufenthalten in Judenburg. 1604 wurde der Ansitz als Möschbauernhäuser benannt. Um die Mitte des 18. Jahrhunderts befand sich im Möschbauernhaus das Post-, Maut- und Zollamt.
Das ehemalige Paradeiskloster, dessen Gebäude sich am unteren Ende des Klostersteigs befindet, war der ein der Heiligen Maria im Paradeis gewidmetes Kloster der Klarissen – das Stadtviertel ist nach diesem Kloster benannt.